# Butheoloides wilsoni
Espèce
Butheoloides wilsoni est une espèce de scorpions de la famille des Buthidae.

## Distribution
Cette espèce est endémique du Sud-Ouest du Burkina Faso. Elle se rencontre vers Ouessa.

## Étymologie
Cette espèce est nommée en l'honneur d'Edward Osborne Wilson.

## Publication originale
- Lourenço, 1995 : « Considérations sur la répartition géographique du genre Butheoloides Hirst avec la description de Butheoloides wilsoni nov. sp. (Scorpiones, Buthidae). » Bulletin du Muséum national d'histoire naturelle. Section A, Zoologie, biologie et écologie animales, sér. 4, vol. 16, no 2/4, p. 475-480.